# Peter Williams
Peter Williams (* 31. prosince 1957 v Kingstonu na Jamajce) je jamajský herec, v současnosti žijící v Kanadě. Známý je především rolí Apophise v seriálu Hvězdná brána.

## Filmografie

### Televize
- Fallen (2006), Kolazonta
- Hvězdná brána (1997–2005), Apophis
- Life As We Know It (2004), Hal Morello
- Zeměmoří (2004), Kargide Soldier #2
- Mrtví jako já (2004), Angelo
- Show Me Yours (2004), Marshall
- Eve's Christmas (2004), Brother James
- The Collector (2004), Gangsta
- Zóna soumraku (2003), Tyrone
- Da Vinciho případy (1998–2002), Morris Winston
- Černý anděl (2002), Hal
- Na pomezí záhad (2001), Raphael Vasquez
- Lovci pokladů (2001), Shandar
- Zmije (1999), Devon Zerbo
- Krajní meze (1999), Chili Wayne
- Akta X (1998), Jackson
- Night Man (1998)
- Welcome to Paradox (1998), Dr. Ben Polaris
- Směr jih (1994), Gerome
- Neon Rider (1989–1994), Pin
- Wiseguy (1989), Wingate
- MacGyver (1988), Moe